# Édouard de Massià
Édouard de Massià (Mosset, 12 de desembre del 1824 - Molig, 14 de desembre del 1892) va ser metge i alcalde de Molig, al Conflent.
Édouard Melchior Joseph de Massià i Bonpeyre era fill de François de Massià (1796-1878), alcalde de Mosset, i el 1844 quan estudiava a Tolosa marxà cinc anys voluntari al servei militar en el 13è regiment de Caçadors a Cavall de Perpinyà. Es doctorà en medicina a Montpeller el 5 d'agost del 1851. El 1836, la seva família havia adquirit la propietat dels Banys de Molig (anys més tard, el balneari es componia de tres establiments, tots dels Massià: els banys Llupià/Mamet -els més antics-, els Barrère i els Massià).
Va ser alcalde de Molig del 6 de setembre del 1865 al 1881; el seu pare, François Marie de Massià (Vinçà, 13 de desembre del 1796 - Molig, 4 de gener del 1878), ho havia estat de Mosset els anys 1828-30 i 1831-33. Impulsà, i sembla que pagà, la construcció del Castell de Riell i l'arribada del telègraf al poble el 1885.
Dels cinc fills que tingué (Henri, René, François, Gabrielle i Joseph), René de Massià i de Saleta va ser metge a Molig.

## Publicacions
- Âge critique chez la femme Montpellier, 1851